# أوي ماتسودا
أوي ماتسودا (باليابانية: 松田蒼؛ بالكانا: まつだ あおい) هي لاعبة كرة الريشة يابانية، ولدت في 26 فبراير 1996 في أوساكا في اليابان.

## وصلات خارجية
- أوي ماتسودا على موقع BWF.tournamentsoftware.com (الإنجليزية)
- أوي ماتسودا على موقع BWFbadminton.com (الإنجليزية)